# Kypello Kyprou 1949-1950
La Kypello Kyprou 1949-1950 fu la 13ª edizione della coppa nazionale cipriota. Vide la vittoria finale dell'EPA Larnaca, giunto al suo terzo titolo.

## Formula
Presero parta alla manifestazione tutte le otto squadre di A' Katīgoria; il torneo prevedeva tre turni: quarti, semifinali e finale entrambe di sola andata; la squadra di casa era scelta per sorteggio. Se una partita veniva pareggiata, si andava i tempi supplementari: in caso di ulteriore pareggio, era prevista la ripetizione sul campo della squadra che era in trasferta. Come nella edizione precedente fu necessario ripetere la finale, dopo che la prima era stata interrotta per invasione di campo dei tifosi.

## Partite

### Quarti di finale
Le partite sono state giocate il 26 febbraio 1950.
| Squadra 1           | Risultato | Squadra 2          |
| ------------------- | --------- | ------------------ |
| Pezoporikos Larnaca | 2 - 1     | AYMA Nicosia       |
| Çetinkaya Türk      | 3 - 0     | APOEL              |
| AEL Limassol        | 1 - 3     | EPA Larnaca        |
| Anorthōsis          | 2 - 1     | Olympiakos Nicosia |

### Semifinali
| Squadra 1   | Risultato | Squadra 2           |
| ----------- | --------- | ------------------- |
| EPA Larnaca | 3 - 1     | Çetinkaya Türk      |
| Anorthōsis  | 3 - 2     | Pezoporikos Larnaca |

### Finale
| Arbitro: | Vasos Aivaliotis |

|                      |           |  |
| Costas Vasileiou 79’ | Marcatori |  |

### Replay della finale
| Arbitro: | Faik Mouftizate |

|                      |           |                                                |
| Costas Vasileiou 35’ | Marcatori | 14’ Andreas Drousiotis 88’ (rig.) Aram Terzian |

## Tabellone
|  | Quarti di finale    | Quarti di finale    | Quarti di finale    |                     |             | Semifinali  | Semifinali | Semifinali |  |  | Finale | Finale | Finale |  |
|  |                     |                     |                     |                     |             |             |            |            |  |  |        |        |        |  |
|  | EPA Larnaca         | EPA Larnaca         | 3                   |                     |             |             |            |            |  |  |        |        |        |  |
|  | EPA Larnaca         | EPA Larnaca         | 3                   |                     |             |             |            |            |  |  |        |        |        |  |
|  | AEL Limassol        | AEL Limassol        | 1                   |                     |             |             |            |            |  |  |        |        |        |  |
|  | AEL Limassol        | AEL Limassol        | 1                   |                     | EPA Larnaca | EPA Larnaca | 3          |            |  |  |        |        |        |  |
|  |                     |                     |                     |                     | EPA Larnaca | EPA Larnaca | 3          |            |  |  |        |        |        |  |
|  |                     |                     | Çetinkaya Türk      | Çetinkaya Türk      | 1           |             |            |            |  |  |        |        |        |  |
|  | Çetinkaya Türk      | Çetinkaya Türk      | Çetinkaya Türk      | Çetinkaya Türk      | 1           | 1           |            |            |  |  |        |        |        |  |
|  | Çetinkaya Türk      | Çetinkaya Türk      |                     |                     |             |             |            |            |  |  |        |        |        |  |
|  | APOEL               | APOEL               | 0                   |                     |             |             |            |            |  |  |        |        |        |  |
|  | APOEL               | APOEL               | 0                   |                     | EPA Larnaca | EPA Larnaca | 2          |            |  |  |        |        |        |  |
|  |                     |                     |                     |                     |             |             |            |            |  |  |        |        |        |  |
|  |                     |                     | Anorthōsis          | Anorthōsis          | 1           |             |            |            |  |  |        |        |        |  |
|  | Anorthōsis          | Anorthōsis          | Anorthōsis          | Anorthōsis          | 1           | 2           |            |            |  |  |        |        |        |  |
|  | Anorthōsis          | Anorthōsis          |                     |                     |             |             |            |            |  |  |        |        |        |  |
|  | Olympiakos Nicosia  | Olympiakos Nicosia  | 1                   |                     |             |             |            |            |  |  |        |        |        |  |
|  | Olympiakos Nicosia  | Olympiakos Nicosia  | 1                   |                     | Anorthōsis  | Anorthōsis  | 3          |            |  |  |        |        |        |  |
|  |                     |                     |                     |                     | Anorthōsis  | Anorthōsis  | 3          |            |  |  |        |        |        |  |
|  |                     |                     | Pezoporikos Larnaca | Pezoporikos Larnaca | 2           |             |            |            |  |  |        |        |        |  |
|  | Pezoporikos Larnaca | Pezoporikos Larnaca | Pezoporikos Larnaca | Pezoporikos Larnaca | 2           | 2           |            |            |  |  |        |        |        |  |
|  | Pezoporikos Larnaca | Pezoporikos Larnaca |                     |                     |             |             |            |            |  |  |        |        |        |  |
|  | AYMA Nicosia        | AYMA Nicosia        | 1                   |                     |             |             |            |            |  |  |        |        |        |  |